# Mário Coluna
Mário Esteves Coluna (Magude, 6 augustus 1935 – Maputo, 25 februari 2014) was een  Portugees profvoetballer. Hij vormde samen met sterspeler Eusébio het gezicht van het roemrijke Benfica uit de jaren 60 van de twintigste eeuw. Coluna was lange tijd aanvoerder van Benfica en won met de club tien landkampioenschappen, zeven nationale bekers en twee Europacups I. In zestien seizoenen kwam de middenvelder tot 677 optredens en 150 doelpunten voor As Águilas. Toch ontving Coluna in Portugal nooit de erkenning die zijn ploeggenoot Eusébio wel ten deel viel.

## Clubcarrière

### Portugees-Oost-Afrika
Mário Coluna werd op 6 augustus 1935 geboren in Magude, een klein dorpje gelegen op ongeveer 100 kilometer van Lourenço Marques, destijds de hoofdstad van de Portugese kolonie Portugees-Oost-Afrika en tegenwoordig Mozambique. Coluna was enig kind van een blanke Portugese vader, die handelende in wijn en bacalhau, en een zwarte Afrikaanse moeder. Toen Coluna vier jaar oud was, verhuisde hij met zijn moeder naar de hoofdstad, waar zijn vader inmiddels werkte bij de spoorwegen. In Portugees-Oost-Afrika heerste een sterke rassenscheiding, waarbij de zwarte bevolking als minderwaardig werd beschouwd ten opzichte van de blanke bevolking. Dit gold echter niet voor de voetballers. Al diverse Angolanen en Mozambikanen hadden in de jaren 30 de overstap gemaakt van Desportivo Lourenço Marques, een filiaal van Benfica, naar de Portugese competitie.
Coluna begon zijn voetbalcarrière op vijftienjarige leeftijd bij João Albasini en speelde later gelijktijdig bij Desportivo Lourenço Marques, de club die zijn vader als voormalig doelman mede had opgericht. Hierdoor voetbalde hij tweemaal per dag. Bij Desportivo Lourenço Marques speelde Coluna tevens basketbal in het reserveteam en blonk hij uit op het gebied van atletiek. Hij verbrak in deze periode zelfs het nationale record op het onderdeel hoogspringen met 1,825 meter. Toch was het zijn grote droom om ooit in Portugal te gaan voetballen. In 1950 had Coluna's favoriete club Benfica een tournee door Afrika gehouden. Coluna kon toen zijn helden, die hij tot dan toe alleen van radioverslagen kende, voor de eerste maal in levenden lijve aanschouwen. Benfica had dat jaar net de eerste internationale prijs veroverd in de vorm van de Copa Latina door Girondins de Bordeaux te verslaan en gold als een grote club. Matateu had de Mozambikaanse selectie destijds een gelijkspel bezorgd tegen Benfica (2-2) en dit leverde hem een transfer naar Portugal op. Vier jaar later, in 1954, kreeg Coluna een gelijksoortige kans, toen Sporting Lissabon – de grootste concurrent van Benfica – zich voor hem meldde. Op aanraden van een vriend van Coluna's vader, de dichter José Craveirinha, werd het aanbod afgeslagen. Sporting Lissabon had destijds hechte banden met het regime van de Portugese dictator Salazar, die met harde hand het bewind voerde over Estado Novo, de nieuw gestichte Portugese staat. Daarnaast waren zwarte spelers bij Sporting Lissabon niet bepaald welkom. Vader Coluna besloot Benfica te informeren over de interesse van Sporting, waarop As Águilas direct reageerden door het uitgebrachte bod te verdubbelen. Dit bleek voldoende te zijn en op 19-jarige leeftijd verhuisde Coluna naar Portugal.

### Benfica

#### Otto Glória-tijdperk
Coluna kwam na een reis van 34 uur aan in Lissabon, waar hij als vrijgezel verplicht terechtkwam in het spelershuis van Benfica, het zogeheten Lar do Jogador. Het spelershuis kenmerkte zich door een streng regime. Spelers mochten alleen op maandagavond naar buiten, de overige dagen moesten zij verplicht om 23.00 uur naar bed. Coluna kon aanvankelijk maar moeilijk aan zijn nieuwe omgeving wennen. Onder leiding van de nieuwe coach Otto Glória werd tweemaal per dag hard getraind waardoor spelers na afloop vaak kotsend terugkwamen in de kleedkamer. Benfica wilde graag de dominantie van Sporting Lissabon doorbreken, dat in de laatste acht seizoenen zeven keer kampioen was geworden. Hier moesten onder andere Coluna en de tevens uit Lourenço Marques overgekomen doelman Alberto da Costa Pereira voor zorgen. Coluna was gehaald als spits, maar Glória gaf in de punt van de aanval steevast de voorkeur aan José Águas. Hij verplaatste Coluna daarom naar het middenveld, waar hij een sturende rol kreeg. Deze keuze pakte goed uit. Coluna scoorde in zijn debuutseizoen meteen 17 keer en bleek naast een scorend vermogen ook over een groot defensief en onderscheppend vermogen te beschikken. De prestaties van Coluna droegen tevens bij aan Benfica's eerste landskampioenschap in vijf jaar tijd. Daarnaast wonnen As Águilas in hetzelfde seizoen de nationale beker. Na de dubbel in het seizoen 1954/55, behaalde Benfica ook in het seizoen 1956/57 en 1959/60 de landstitel en nationale beker. De titel van 1957 leverde Benfica in het daaropvolgende seizoen zijn eerste Europacup I-optreden op. De Portugezen lootten tegen het Spaanse Sevilla. Met Coluna in de gelederen verloor Benfica de eerste wedstrijd met 3-1 en speelde men de returnwedstrijd met 0-0 gelijk met uitschakeling tot gevolg.

#### Béla Guttmann-tijdperk
In 1959 werd trainer Gloria vervangen door de Hongaar Béla Guttmann. Onder Guttmann was de discipline nog strenger dan onder zijn voorganger. Zo legde Guttmann eens twee spelers van Benfica een hoge boete op omdat zij zonder zijn toestemming Coca-Cola hadden gedronken. Bij zijn aantreden verving Guttmann het door Gloria aangewende 4-2-2-systeem door het traditionele WM-systeem, omdat dit volgens hem beter bij zijn spelersmateriaal zou passen. Zijn beslissing viel aanvankelijk slecht bij de spelers. Vooral Coluna had zich boos gemaakt omdat hij zich als linksbinnen beperkt had gevoeld. Guttmann's besluit pakte echter beter uit dan spelers van tevoren hadden gedacht.
Bij de tweede tweede deelname aan de Europacup I in 1960/61 behoorde Benfica voorafgaand aan het toernooi niet tot de favorieten. Toch bereikten de relatief onbekende Portugezen uiteindelijk de finale, na de vroegtijdige uitschakeling van onder meer Real Madrid, Juventus en Stade Reims. In de finale trof Benfica het Spaanse FC Barcelona, dat gold als de torenhoge favoriet. De Spaanse club had vijfvoudig winnaar Real Madrid in de tweede ronde verslagen, was landskampioen geworden in 1959 en 1960 en had in beide seizoenen tevens beslag gelegd op de Jaarbeursstedenbeker. Daarnaast hadden de Catalanen de Ballon d'Or-winnaar van 1960, Luis Suárez, in huis en internationale grootheden, waaronder het Hongaarse aanvalstrio László Kubala, Sándor Kocsis, Zoltán Czibor en de Braziliaanse spits Evaristo. Tegen de verwachtingen in bleek Benfica echter de bovenliggende partij tijdens de finale in het Wankdorfstadion. Door een gelijkmaker van Águas (1-1), een eigen doelpunt van doelman Ramallets (2-1) en het winnende doelpunt van Coluna (3-2), werd Benfica de tweede club in de geschiedenis die de Europacup I won.
Eusébio was een jongen uit Mafalala, toen al de armste wijk van Maputo. Hij kon lezen noch schrijven. Zijn eerste contract tekende hij met een vingerafdruk. In het spelershuis ontfermde ik me over hem, en als we op reis waren deelden we ook  altijd de kamer. Tot aan zijn huwelijk heb ik zijn administratie verzorgd, en ook deed  ik het beheer van zijn geld. Hij bleef me altijd señor Coluna noemen, ook op het veld.
Door de winst van de Europacup I mocht Benfica in 1961 strijden om de Wereldbeker tegen het Uruguayaanse Peñarol. Het eerste duel werd met 1-0 gewonnen door een doelpunt van Coluna. In de return kreeg tegenstander Ernesto Ledesma echter een diepere rol dan normaal gesproken om mandekking te spelen op Coluna. Hierdoor verdween de creatieve invloed van het middenveld en verloor Benfica met 5-0. In het beslissende derde duel scoorde Peñarol tweemaal en dit bleek voldoende voor de overwinning. Benfica kon zich na het verlies gaan opmaken voor de titelverdediging van de Europacup I. In de daarmee gepaard gaande strijd kreeg de club echter de beschikking over een andere getalenteerde speler van Desportivo Lourenço Marques: de 19-jarige Eusébio. Bij aankomst in Portugal had Eusébio een brief voor Coluna. Beide families kenden elkaar en Eusébio's moeder was bezorgd over het welzijn van haar zoon in het verre Portugal. Eusébio's moeder vroeg daarom aan Coluna of hij haar verlegen zoon onder zijn hoede wilde nemen. Onder de vleugels van de inmiddels best verdienende voetballer van Portugal met een gegarandeerd salaris van 20.000 escudos (ongeveer 2.500 gulden), groeide Eusebio uit tot een van de beste voetballers uit de geschiedenis.

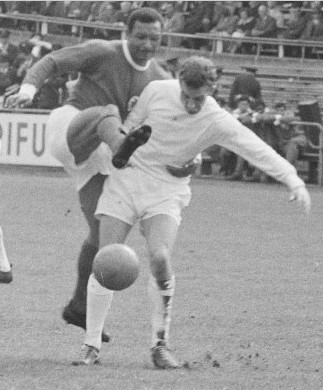
Coluna in duel met een Ajax-verdediger (1965).

Benfica bereikte in 1962 wederom de Europacup I-finale. Ditmaal was het Real Madrid van Di Stéfano, Puskás en Gento de tegenstander. Real Madrid nam tijdens de finale in het Olympisch Stadion in Amsterdam de leiding en stond bij de rust met 3-2 voor na een hattrick van Puskás. Guttmann zag echter dat niet Puskás de meest gevaarlijke speler aan Madrileense kant was maar Di Stéfano. Hij besloot daarom Cavém na de rust mandekking te laten spelen op de Argentijn. Dit bleek een meesterzet. Benfica verhoogde het tempo en zes minuten na de wedstrijdhervatting trok Coluna de score gelijk. Een klein kwartier later kreeg Benfica een penalty en kon het voor de eerste maal op voorsprong komen. In eerste instantie zou Coluna de strafschop nemen. Eusébio kwam echter naar hem toe en vroeg: señor Coluna, mag ik hem nemen? Wellicht onder de indruk van de beleefdheid van zijn jongere ploeggenoot, besloot Coluna de strafschop aan hem over te laten. De spits faalde niet vanaf elf meter. Drie minuten later scoorde Eusébio zijn tweede van de avond en bepaalde hij de eindstand op 5-3 in het voordeel van Benfica. De 20-jarige matchwinner had na het eindsignaal echter niet de moed om het shirt van zijn held Di Stéfano te vragen. Hij wendde zich daarom tot zijn ploeggenoot Coluna met het verzoek of hij het shirt van Di Stéfano wilde vragen.
Na de prolongatie van de Europacup I stapte Guttmann naar de nieuw verkozen clubvoorzitter Antonio Carlos Cabral Fezas Vital met het voorstel dat hij wel een bonus had verdiend. Vital wees er toen op dat een dergelijke bonus contractueel niet was afgesproken. Guttmann besloot daarop te vertrekken en zei woedend: "Benfica zal in de komende 100 jaar nooit meer kampioen van Europa worden". Het bleken profetische woorden te zijn, want Benfica verloor sindsdien alle vijf de Europacup I-finales die het bereikte (1963, 1965, 1968, 1988 en 1990). Men spreekt daarom ook wel over de 'Vloek van Guttmann'.

#### Post Béla Guttmann-tijdperk

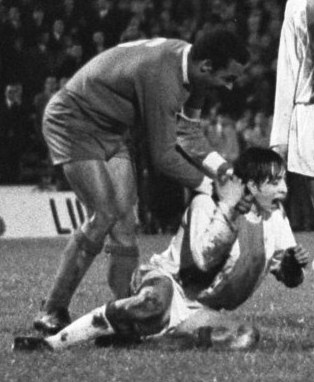
Coluna pakt Cruijff bij de nek tijdens een Europacup I-duel tussen Ajax en Benfica in 1969

Na het vertrek van Guttmann stelde Benfica de Chileen Fernando Riera als nieuwe trainer aan. Hij had in de zomer van 1962 Chili naar de derde plaats geleid op het WK voetbal in eigen land. Benfica begon onder Riera's leiding echter slecht aan het nieuwe seizoen met een dubbele nederlaag tegen het Santos van Pelé in strijd om de Wereldbeker. Benfica bereikte wel opnieuw de finale van de Europacup I, maar daarin verloor het met 1-0 van het AC Milan van Gianni Rivera, Giovanni Trapattoni en Cesare Maldini. Gino Pivatelli zette tijdens de wedstrijd een late en gemene tackle in op Coluna. De middenvelder raakte geblesseerd en speelde het duel mank uit. Een jaar later, na het vieren van de landstitel in 1963, nam Benfica wederom deel aan het de Europacup I. Ditmaal reikte het team echter niet verder dan de eerste ronde. Het Duitse Borussia Dortmund bleek te sterk.
In het seizoen 1964/65 bereikte Benfica onder leiding van de voormalig bondscoach van het Nederlands elftal, Elek Schwartz, voor de vierde maal de Europacup I-finale. Daarin verloor het met 1-0 van titelverdediger Internazionale, dat onder leiding stond van Helenio Herrera. Na het bekerverlies volgden er twee magere jaren voor Benfica. In het seizoen 1965/66 werd As Águilas uitgeschakeld in de kwartfinale door Manchester United en een jaar later had het zich niet weten te kwalificeren. In 1968 deed Benfica wel weer mee en wist het voor de vijfde maal door te stoten tot de Europacup I-finale. Opnieuw was Manchester United de tegenstander en bleken de Engelsen, met onder meer Bobby Charlton en George Best, te sterk. Ondanks enkele kansen in de slotminuten van de reguliere speeltijd verloren de Portugezen met 4-1 na verlenging.
Coluna speelde in de periode 1955 tot en met 1969 uiteindelijk 58 wedstrijden in de Europacup I – evenveel als Di Stéfano – en droeg daarin 37 maal de aanvoerdersband. Dat Coluna zo lang aan Benfica verbonden bleef, kwam vooral door dictator Salazar. Coluna ontving tijdens een tournee door Brazilië onder meer goede aanbiedingen van Vasco da Gama en de Flamengo, maar hij mocht niet worden verkocht. Salazar had Coluna, evenals Eusébio, uitgeroepen tot patrimônio do estado, oftewel bezit van de staat. Dit hield in dat zij Benfica niet mochten verlaten. Toen Salazar in 1970 overleed en Benfica toe was aan verjonging, mocht Coluna na 16 seizoenen eindelijk vertrekken.

### Olympique Lyon
Coluna koos voor een avontuur in Frankrijk en tekende een contract bij Olympique Lyon, waar hij gedurende zijn eenjarige verblijf evenveel verdiende als in alle voorgaande seizoenen bij Benfica tezamen. In Lyon was Coluna als muziekliefhebber bijna iedere avond te vinden bij Hot club jazz aan het Place Carnot, gelegen in de nabijheid van zijn appartement. De inmiddels 35-jarige middenvelder liet in Frankrijk bij vlagen nog steeds briljante dingen zien, maar kon fysiek niet alles meer bijbenen. Daardoor moest hij het vaak afleggen tegen ploeggenoten als Fleury Di Nallo en de opkomende Serge Chiesa. Coluna behoorde bijvoorbeeld niet tot de basiself die in 1971 de finale van de Coupe de France met 0-1 verloor van Stade Rennais. Aanvankelijk zou Coluna nog een tweede seizoen bij Lyon blijven, maar club en speler besloten na een jaar uit elkaar te gaan.

### SC Estrela
Coluna keerde na het avontuur in Frankrijk terug naar Portugal om in de loop van het seizoen 1971/72 als speler-trainer aan de slag te gaan bij de derdeklasser SC Estrela. Als trainer besloot Coluna vers bloed binnen te halen door zijn oud-ploeggenoot Humberto Fernandes en vijf jeugdspelers van Benfica te contracteren. Het beoogde effect bleef echter uit want SC Estrela eindigde als dertiende van de in totaal zestien clubs en degradeerde zodoende.

### Afscheidswedstrijd
Ter gelegenheid van zijn naderende afscheid, kreeg Coluna in 1970 een benefietwedstrijd aangeboden tussen zijn oude club Benfica en een Europees elftal bestaande uit stervoetballers. Ook Johan Cruijff was uitgenodigd om deel te nemen. Enkele reeds aangekondigde spelers ontbraken echter, waaronder Franz Beckenbauer die verplichtingen had met Bayern München en Lev Jasjin. Ook de Italianen ontbraken omdat zij een belangrijke interland tegen Ierland moesten spelen.
Drie jaar voor zijn afscheidswedstrijd had Coluna nog als aanvoerder deelgenomen aan een benefietwedstrijd tussen een FIFA Wereldelftal en het Spaanse nationale elftal ter gelegenheid van de 65e verjaardag van Ricardo Zamora.
|                 |                                  |       |                       |                                                                                        |
| 8 december 1970 | Benfica                          | 3 – 2 | Europees elftal       | Estádio da Luz, Lissabon Toeschouwers: 46.387 Scheidsrechter: Fernandes Joaquim Campos |
| 8 december 1970 | Eusébio 30' Simões 43' Jorge 76' |       | 47' Gárate 57' Seeler | Estádio da Luz, Lissabon Toeschouwers: 46.387 Scheidsrechter: Fernandes Joaquim Campos |

| Benfica | Europees elftal |

| Benfica:       |                 |  |
|                |                 |  |
| GK             | José Henrique   |  |
| RB             | Adolfo Calisto  |  |
| CB             | Humberto Coelho |  |
| CB             | Zeca            |  |
| LB             | Vítor Martins   |  |
| RM             | Jaime Graça     |  |
| CM             | Mário Coluna    |  |
| LM             | Toni            |  |
| RW             | Artur Jorge     |  |
| CF             | Eusébio         |  |
| LW             | António Simões  |  |
| Wisselspelers: |                 |  |
| MF             | João Fonseca    |  |
| MF             | Augusto Matine  |  |
| MF             | Tamagnini Nené  |  |
| Coach:         |                 |  |
| Jimmy Hagan    |                 |  |

| Europees elftal: |                   |  |
|                  |                   |  |
| GK               | José Ángel Iribar |  |
| CB               | Gallego           |  |
| CB               | Bobby Moore       |  |
| CB               | Pirri             |  |
| RM               | Archie Gemmill    |  |
| CM               | Luis Suárez       |  |
| CM               | Uwe Seeler        |  |
| LM               | Johan Cruijff     |  |
| RW               | Peter Osgood      |  |
| CF               | Geoff Hurst       |  |
| LW               | Dragan Džajić     |  |
| Wisselspelers:   |                   |  |
| FW               | José Rodilla      |  |
| FW               | Gárate            |  |
| MF               | Paulo Bento       |  |
| FW               | Roger Hunt        |  |
| FW               | Willie Henderson  |  |
| Coach:           |                   |  |
| Ladislao Kubala  |                   |  |

## Interlandloopbaan

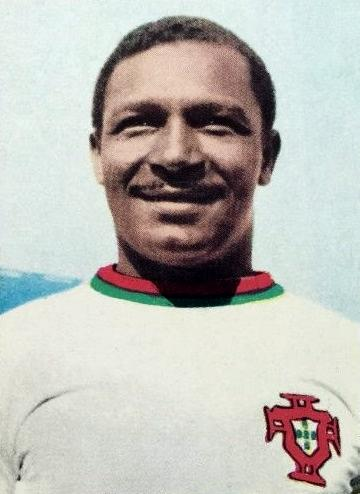
Coluna in het tricot van Portugal (1966).

Coluna maakte op 4 mei 1955 zijn debuut voor het Portugese nationale elftal in de interland tegen Schotland (0-3 verlies). Drie jaar later, in 1958, leidde Coluna als aanvoerder van het militaire Portugese elftal zijn land naar de wereldtitel. De overwinning is een van de spaarzame hoogtepunten uit zijn interlandcarrière, want in tegenstelling tot zijn clubcarrière, won Coluna geen prijzen met zijn land. Alleen de deelname van Portugal aan het WK voetbal 1966 in Engeland kan als een sportief hoogtepunt worden gezien. Coluna speelde tijdens het toernooi zes wedstrijden, waarbij hij samen met Jaime Graça het hart van het Portugese middenveld vormde. In de groepsfase baarde Portugal opzien door de regerend wereldkampioen Brazilië met 3-1 opzij te zetten. Na de groepsfase moesten de Portugezen het in de kwartfinale opnemen tegen het onbekende Noord-Korea, dat evenals Portugal voor de eerste maal deelnam aan het WK voetbal. De Noord-Koreanen verrasten door bij rust met 3-0 voor te staan. Bondscoach Gloria was na de eerste helft woedend en weigerde om instructies te geven. Het enige dat hij zei was: "Jullie verslaan de regerend wereldkampioen Brazilië maar tegen deze arme donders die hun schoenen nog andersom dragen, worden jullie afgemaakt. Ga dat veld op en win die partij!" Coluna nam het advies ter harte en coachte zijn team in de tweede helft vervolgens naar een 5-3-overwinning. In de halve finale tegen Engeland verloor Portugal uiteindelijk met 2-1 van de latere wereldkampioen. Na afloop van het duel tekende sportverslaggever Jan Cottaar op dat de beide ploegen "propaganda hadden gemaakt voor de schoonheid van het voetbal". Portugal sloot het toernooi uiteindelijk af als derde, na een 2-1-overwinning op de Sovjet-Unie in de troostfinale. Coluna, aanvoerder en regisseur van het team, en Eusébio, met 9 doelpunten topscorer van het WK, eindigden beiden in het FIFA World Cup All-Star Team. Na het WK-kwalificatieduel tegen Griekenland op 11 december 1968, zette Coluna op 33-jarige leeftijd een punt achter zijn interlandcarrière.

## Trainer en bestuurder
Na de beëindiging van zijn actieve spelersloopbaan keerde Coluna in 1972 terug bij Benfica als jeugdtrainer. Daar had hij onder meer de leiding over de jonge Rui Costa. Toen in 1975 de onafhankelijke Republiek Mozambique werd uitgeroepen, besloot Coluna terug te keren naar zijn vaderland. Hij werd trainer van Textáfrica do Chimoio en won met de club in 1976 het eerste landskampioenschap na de onafhankelijkheid. Ook was Coluna trainer bij Ferroviário Maputo, waarmee hij in 1982 nogmaals een nationale titel vierde en in 1984 beslag legde op de nationale beker van Mozambique.
Coluna begaf zich tevens op bestuurlijk vlak. Hij was een periode minister van Sport en Cultuur in Mozambique. Daarnaast was hij van 1998 tot 2007 voorzitter van de Mozambikaanse voetbalbond.

## Erelijst

### Voetballer
Met Benfica:
- Primeira Divisão: 1954/55, 1956/57, 1959/60, 1960/61, 1962/63, 1963/64, 1964/65, 1966/67, 1967/68 en 1968/69
- Taça de Portugal: 1954/55, 1956/57, 1958/59, 1961/62, 1963/64, 1968/69 en 1969/70
- Europacup I: 1960/61 en 1961/62

Met Portugal:
- Wereldkampioenschap voetbal:  in 1966

Persoonlijke onderscheidingen:
- Orde van de Infant Dom Henrique: 19 december 1966

### Trainer
Met Textáfrica do Chimoio:
- Moçambola: 1976

Met Ferroviário:
- Moçambola: 1982
- Taça de Moçambique: 1984

## Overlijden
Op 25 februari 2014 overleed de 78-jarige Coluna aan de gevolgen van een ernstige longinfectie. Coluna kampte al langer met een zwakke gezondheid, waardoor hij bijna twee maanden voor zijn overlijden ook niet aanwezig kon zijn bij de begrafenis van oud-ploeggenoot Eusébio.

## Trivia
- In 1965 ontsnapte Coluna ternauwernood aan de martelkelders van de Portugese geheime dienst PIDE, een lot dat zijn ex-collega's Santana en Chipenda niet bespaard bleef. Coluna:

Het gebeurde na een reis met het nationale elftal naar Praag. In het hotel werden we bezocht door studenten uit Angola, die kaartjes vroegen voor de wedstrijd. Omdat we voor de rest toch niemand kenden in Praag deelden we uit wat we hadden, en na de wedstrijd, die we met 1-0 wonnen door een goal van Eusébio, werd het bij wijze van tegenprestatie feest in een van de studentenhuizen. Een verklikker van de PIDE zag hier kennelijk heulen met de vijand in. Toen ik terugkwam in Lissabon kreeg ik een brief van de PIDE met het bevel me te melden bij het hoofdkantoor. Ik ging er met knikkende knieën heen, bekend met de reputatie van deze Portugese Gestapo. Ik werd er opgewacht door twee bomen van kerels, type gorilla's, die al van plan leken me op te sluiten. Gelukkig kwam er een inspecteur tussenbeide. Hij bleek een bewonderaar en begon te vertellen hoe gelukkig hij was geweest met onze overwinning indertijd tegen Real Madrid. Hij bekeek het rapport over mijn verblijf in Praag met een diepe zucht. Hij praatte met me alsof ik een blanke was en legde uit dat Portugal in Afrika in oorlog was met de zwarten en dat de kapitein van de Portugese selectie daarom geen contacten diende te hebben met zwarte communisten. Hij zei: "Je hebt geluk dat ik vandaag dienst heb, want als er een andere had gezeten was je nu al op weg naar een onderaardse kerker." Vanaf die dag werd mijn huis 's avonds in de gaten gehouden door PIDE-agenten in zwarte auto's. De druk werd opgevoerd. Je voelde je de hele tijd bespied. De muren hadden oren.